# Építési és Közlekedési Minisztérium
Az Építési és Közlekedési Minisztérium (röviden ÉKM) Magyarországon az ötödik Orbán-kormány építési beruházásokkal és közlekedéssel foglalkozó minisztériuma. Élén az építési és közlekedési miniszter, Lázár János áll.

## Története
Az Építési és Beruházási Minisztérium az ötödik Orbán-kormány többi minisztériumával együtt, 2022. május 24-én jött létre. Minisztere Lázár János lett.
A Technológiai és Ipari Minisztérium átalakítása során 2022. november 22-i hatállyal az Építési és Beruházási Minisztérium megkapta az átalakuló minisztérium közlekedési feladatait. Az új feladatköröket kapott minisztérium december 1-jétől Építési és Közlekedési Minisztérium néven folytatja a tevékenységét.

## Államtitkárok
- Csepreghy Nándor parlamenti államtitkár, miniszterhelyettes[4]
- Juhász Tünde közigazgatási államtitkár[4]
- Lánszki Regő Balázs építészeti államtitkár[4]
- Nagy Bálint közlekedési államtitkár[4]
- Ágh Péter állami beruházások társadalmi koordinációjáért felelős államtitkár[4]

## Feladat- és hatásköre
A minisztérium az állami beruházásokért, építésgazdaságért, építésügyi szabályozásért, építéshatósági ügyekért, településfejlesztésért, településrendezésért, településkép védelméért, területrendezésért és pár kivétellel a kulturális örökség védelméért felel.
2022. november 22-étől a minisztériumhoz tartoznak a közlekedési ügyek is, így többek között a közlekedési hálózati infrastruktúra fejlesztése, vasút fejlesztése és a közszolgáltatás keretében elvégzendő helyközi személyszállítási szolgáltatás megrendelése.